# Берды-Булат Русский
Берды́-Була́т Ру́сский (укр. Берди-Булат Руський, крымскотат. Rus Berdi Bolat, Рус Берди Болат) — исчезнувшее селение в Красноперекопском районе Республики Крым, располагалось на левом берегу реки Чатырлык, примерно 2,5 километрах северо-западнее современного села Привольное.

## История
Первое документальное упоминание селения встречается в Статистическом справочнике Таврической губернии. Ч.II-я. Статистический очерк, выпуск пятый Перекопский уезд, 1915 год, согласно которому на хуторе Берды-Булат (Филенко) Воинской волости Перекопского уезда числился 1 двор со смешанным населением в количестве 12 человек приписных жителей и 14 — «посторонних», из которых 16 мужчин и 10 женщин. Земли за хутором не числилось, в хозяйстве имелось 10 лошадей.
После установления в Крыму Советской власти, по постановлению Крымревкома от 8 января 1921 года № 206 «Об изменении административных границ» была упразднена волостная система, Перекопский уезд переименовали в Джанкойский, в котором был образован Ишуньский район, в состав которого включили село, а в 1922 году уезды получили название округов. 11 октября 1923 года, согласно постановлению ВЦИК, в административное деление Крымской АССР были внесены изменения, в результате которых округа были отменены, Ишуньский район упразднён и село вошло в состав Джанкойского района. Согласно Списку населённых пунктов Крымской АССР по Всесоюзной переписи 17 декабря 1926 года, в селе Берды-Булат (русский) , Ишуньского сельсовета Джанкойского района, числилось 10 дворов, все крестьянские, население составляло 53 человека, из них 45 украинцев, 7 русских, 1 записан в графе «прочие». Постановлением ВЦИК от 30 октября 1930 года был восстановлен Ишуньский район (есть данные, что 15 сентября 1931 года и село включили в его состав. В 1930-е годы образован колхоз «Красный октябрь» и, видимо, село стало одним из его отделений.
Возможно, в послевоенное время село фигурировало, как Берёзовка II Воинского сельсовета, ликвидированная до 1960 года, поскольку в «Справочник административно-территориального деления Крымской области на 15 июня 1960 года» оно уже не значилось (согласно справочнику «Крымская область. Административно-территориальное деление на 1 января 1968 года» — в период с 1954 по 1968 годы).